# Никола Брун
Никола Брун (Београд, 19. октобар 2005) је српски телевизијски, позоришни и гласовни глумац.
Појавио се у неколико телевизијских пројеката, међу којима је значајније улоге остварио у серијама Комшије и Тате.
Синхронизације је радио за студије Ливада и Моби.

## Улоге

### Позоришне представе
| Представа                       | Улога    | Текст                         | Драматургија /адаптација/ | Режија              | Позориште                    | Премијера          |
| ------------------------------- | -------- | ----------------------------- | ------------------------- | ------------------- | ---------------------------- | ------------------ |
| Јадници                         | Гаврош   | Виктор Иго                    | Небојша Брадић            | Небојша Брадић      | Опера и театар Мадленијанум  | 15. март 2014.     |
| Тесла и битка на магнетном пољу | Мрачак   | Небојша Ромчевић              | Небојша Ромчевић          | Ђорђе Макаревић     | Народно позориште у Београду | 1. децембар 2016.  |
| Стилске игре                    |          | Симеон Маринковић             | Радован Кнежевић          | Радован Кнежевић    | ДАДОВ                        | 29. новембар 2017. |
| Талас                           |          |                               | Предраг Стојменовић       | Предраг Стојменовић | ДАДОВ                        | 21. март 2018.     |
| Школа                           |          | Јасминка Петровић             | Стево Копривица           | Даријан Михајловић  | ДАДОВ                        | 9. мај 2018.       |
| Оливер Твист                    | Врдалама | Чарлс Дикенс                  | Милена Деполо             | Милан Караџић       | Позориште Бошко Буха         | 21. октобар 2018.  |
| Ромео и Јулија                  | Ромео    | Вилијам Шекспир               | Галина Маринковић         | Владан Ђурковић     | ДАДОВ                        | 7. новембар 2018.  |
| Лајање на звезде                |          | Милован Витезовић             |                           | Радован Кнежевић    | ДАДОВ                        | 6. март 2019.      |
| Свима којих се тиче             |          | Марија Викторовна Кустовскаја |                           | Андреа Пјевић       | ДАДОВ                        | 7. новембар 2019.  |

### Филмографија
| Год.       | Назив                      | Улога                   |
| ---------- | -------------------------- | ----------------------- |
| 2018.      | Комшије                    | Марко Симић             |
| 2019.      | Група                      | млади Страхиња          |
| 2019—2020. | Ургентни центар            | Васа                    |
| 2020—2021. | Тате                       | Предраг Пеки Бамбуловић |
| 2021.      | Блок 27                    | Урош                    |
| 2021—2022. | Авионџије                  | Вељко                   |
| 2022.      | Мама и тата се играју рата | Микијев син             |

### Синхронизације
| Година | Назив           | Улога          |
| ------ | --------------- | -------------- |
| 2016.  | Тролови         | млади Закерало |
| 2017.  | Лепотица и звер | млади принц    |
| 2017.  | Мали шеф        | Тим Темплтон   |
| 2017.  | Коко            | Мигел          |